# Commissaire européen aux Affaires intérieures et aux Migrations
Le commissaire européen aux Affaires intérieures et aux Migrations est un membre de la Commission européenne. Ce poste a été créé en 2010 à partir de celui de commissaire européen à la Justice, la Liberté et la Sécurité et concerne les questions de sécurité.
Il est actuellement occupé par Magnus Brunner.

## Liste des titulaires
| Nom                   | Nationalité | Période     | Commission                  |
| --------------------- | ----------- | ----------- | --------------------------- |
| Cecilia Malmström     | Suède       | 2010-2014   | Commission Barroso II       |
| Dimítris Avramópoulos | Grèce       | 2014-2019   | Commission Juncker          |
| Ylva Johansson        | Suède       | 2019-2024   | Commission von der Leyen I  |
| Magnus Brunner        | Autriche    | Depuis 2024 | Commission von der Leyen II |